# Gauri Khan
Pour les articles homonymes, voir Khan (homonymie).
Gauri Khan est une productrice de films indiens de Bollywood et l'épouse de l'acteur Shahrukh Khan.

## Biographie
Gauri Chibba est née le 8 octobre 1970 à New Delhi dans une famille hindoue aisée ; son père est officier de l'armée à la retraite et dirige une entreprise de confection familiale. Elle rencontre Shahrukh Khan en 1984 et entretient avec lui une relation discrète pendant plusieurs années, ses parents étant opposés à une union avec un musulman de condition modeste. Cependant, ils finissent par donner leur accord face à la détermination des jeunes gens qui se marient le 25 octobre 1991 selon le rite hindou. Gauri donne naissance à trois enfants, Aryan, né le 12 novembre 1997, Suhana, née le 22 mai 2000, et AbRam né en 2013. 
En 2004, elle fonde avec son époux Red Chillies Entertainment, société de production et de distribution à laquelle s'adjoignent rapidement Red Chillies VFX (effets spéciaux), Red Chillies Idiot Box (télévision) et Red Chillies TVC (publicité).
En 2010, elle se lance dans la décoration d'intérieur avec Sussanne Roshan, l'ex de Hrithik Roshan, puis crée une ligne de mobilier en 2012.

## Films produits
- Main Hoon Na (2004)
- Yes Boss (1999)
- Om Shanti Om (2007)
- Billu (2009)
- My Name Is Khan (2010)
- Always Kabhi Kabhi (2011)
- Ra.One (2011)
- Chennai Express (2013)
- Happy New Year (2014)